# Mouvement pour l'unité des Îles Cook
Le Mouvement pour l'unité des Îles Cook (en anglais, One Cook Islands Movement, OCIM,  ou Cook Islands One) est un parti politique des Îles Cook.
Le parti est fondé par l'ancien ministre Teina Bishop après sa démission du gouvernement et son expulsion du Parti démocrate.
À la suite de son expulsion du Parti des îles Cook, George Angene annonce vouloir rejoindre le Mouvement pour l'unité.
Le parti présente quatre candidats lors des élections de 2014, dans les circonscriptions de Tupapa-Maraerenga, Arutanga-Reureu-Nikaupara, Mauke et Pukapuka-Nassau. Ils obtiennent deux députés.
Aux élections de 2018, ils ne conservent qu'un seul député, George Angene.